# 抱抱狼
〈抱抱狼〉（英語：Hug Wolf）是《探險活寶》第四季的第8集。在卡通頻道2012年5月14日播出。本集以阿寶和老皮為主角。在這一集裡，阿寶與抱抱狼相遇後變身成像狼人原理的抱抱狼。由老皮破除魔咒才讓阿寶恢復正常。